# Molophilus bischofi
Molophilus bischofi är en tvåvingeart som beskrevs av Paul Lackschewitz 1940. Molophilus bischofi ingår i släktet Molophilus och familjen småharkrankar. Inga underarter finns listade i Catalogue of Life.